# 赤外線計測
赤外線計測（せきがいせんけいそく）とは、赤外線の性質や赤外線放射を利用した計測である。
「絶対0度以上の物体から自然に放射されるのでパッシブ測定、暗闇、非接触、真空中でも測定可能」「物体温度とその物体から放射される赤外線エネルギーには相関関係がある」「煙・霧・雨を透過しやすい」「物質によって透過、吸収、反射などの分光特性に特徴がある」「物体を暖める」といった赤外線の特性を利用して計測する。

## 赤外線計測に使う装置
パッシブに赤外線エネルギーを測定・表示する装置には、赤外線サーモグラフィ、赤外線カメラ、分光放射計、放射温度計がある。うち赤外線サーモグラフィは物質の温度分布を、赤外線カメラは放射エネルギー、分光放射計は分光放射エネルギー、放射温度計はそのポイントの温度を測定する。